# Charles Remue & The New Stompers
Charles Remue and his New Stompers Orchestra was een Belgische jazzband uit Brussel die erg succesvol was in 1927 en dat jaar in Londen de eerste Belgische jazzplaat maakte.
Het orkest was amper een jaar samen, toen de band ontbonden werd en Charles Remue vertrok om de Savoy Orpheans te gaan versterken.

## Beknopte discografie
- Ain't She Sweet
- Allahabad (Pearl of the East)
- Doctor Jazz
- High Fever
- Lucky Day
- Pamplona
- Roll Up The Carpets
- Sha-Wan-Da-Moo
- Slippery Elm
- Slow Gee-Gee
- Tempekoe
- The Bridge of Avignon
- The Far Away Bells
- Vladivostok

- - Alle vermelde nummers werden opgenomen op 28 juli 1927 bij Edison Bell te Londen.

## Meewerkende artiesten
- Charles Remue (klarinet, altsaxofoon, bandleider)
- Harry Belein (drum)
- Stan Brenders (piano)
- Alphonse Cox (kornet)
- Gaston Frederic (klarinet, tenorsaxofoon)
- Remy Glorieux (koperblazer)
- Henri Léonard (trombone)